# Залесный район
Залесный район — упразднённая административно-территориальная единица в составе Горьковской области, существовавшая в 1936—1957 годах. Центр — село Ильино-Заборское.
Залесный район был образован в октябре 1936 года в составе Горьковской области.
В состав района вошли следующие территории:
- из Варнавинского района: Рыжковский с/с.
- из Ковернинского района: Высоковский, Вязовский, Горевский, Ильинозаборский, Клышинский, Красноусадский, Рамешинский с/с
- из Семёновского района: Пятницкий, Хвоинский с/с.

В июне 1954 года Рыжковский с/с был присоединён к Клышинскому, Хвоинский — к Пятницкому.
В ноябре 1957 года Залесный район был упразднён. При этом Высоковский, Вязовский, Горевский, Рамешинский с/с были переданы в Ковернинский район; Ильинозаборский, Клышинский, Красноусадский, Пятницкий — в Семёновский район.